# ليلاه ألكورن
ليله آلكورن (بالإنجليزية: Leelah Alcorn)‏ (و. 1997 – 2014 م) هي مدونة، ولدت في Kings Mills, Ohio ‏، توفيت في لبنان، أوهايو، عن عمر يناهز 17 عاماً، بسبب دهس ‏.

## التعليم
تعلمت في Ohio Virtual Academy ‏
.